# Възпоменателна награда „Шилер“
Възпоменателната награда „Шилер“ (на немски: Schiller-Gedächtnispreis) на провинция Баден-Вюртемберг се присъжда от 1955 г. на всеки три години. Връчва се на 10 ноември за рождението на Фридрих Шилер. Паричната премия възлиза на 25 000 €.
Отличието се дава за изтъкната творба в областта на немската литература или хуманитарните науки, за отделно произведение или за цялостна творческа дейност.
Допълнително се присъждат две поощрителни награди за млади драматурзи на стойност 7500 €.

## Носители на наградата (подбор)
- Вернер Бергенгрюн (1962)
- Макс Фриш (1965)
- Гюнтер Айх (1968)
- Ернст Юнгер (1974)
- Голо Ман (1977)
- Мартин Валзер (1980)
- Криста Волф (1983)
- Фридрих Дюренмат (1986)
- Кете Хамбургер (1989)
- Фолкер Браун (1992), Вернер Шваб, Ойген Руге (поощрения)
- Катрин Рьогла (1994) (поощрение)
- Петер Хандке (1995)
- Ханс Йоахим Шедлих (1998)
- Александер Клуге (2001)
- Кристоф Хайн (2004)
- Бото Щраус (2007)
- Танкред Дорст (2010)
- Райналд Гьоц (2013)